# Carl Harold Jess
Sir Carl Harold Jess, avstralski general, * 16. februar 1884, † 16. junij 1948.